# Syndrome de glissement
Pour les articles homonymes, voir Glissement (homonymie).
Le syndrome de glissement est un concept gériatrique français, de valeur et de signification controversées. Il s'agit d'une affection spécifique des personnes très âgées,  notamment en gériatrie (EHPAD, maisons de retraite) et qui se manifeste par une décompensation rapide de l'état général, sans cause organique reconnue, d'évolution très souvent fatale en moins d'un mois. 
Il se caractérise par sa survenue à distance (quelques jours ou semaines) d'un évènement déclenchant (maladie, chirurgie, accident, choc psychique, etc.). La personne rompt toute relation personnelle, se repliant sur elle-même, elle ne s'alimente plus, ne se lave plus, ne se lève plus et semble avoir perdu tout désir de vie. L'évolution est très rapide, la mort survenant lors de complications d'un état grabataire. 
Il nécessite un traitement approprié aux différentes composantes du syndrome, mis en route suffisamment tôt. C'est une réalité clinique de terrain pour les uns, ou un constat imprécis de situation (et non un diagnostic médical) pour les autres. Sa prise en charge est difficile, le « désir de mourir » de la personne très âgée est un problème qui dépasse le cadre unique médical.

## Historique
Le syndrome de glissement a été introduit par Jean Carrié en 1956 dans sa thèse sur les modes de décès des vieillards à l'hospice. Il le définit comme un « processus d'involution et de sénescence porté à son état le plus complet ». Cette notion est reprise et précisée par d'autres gériatres,.

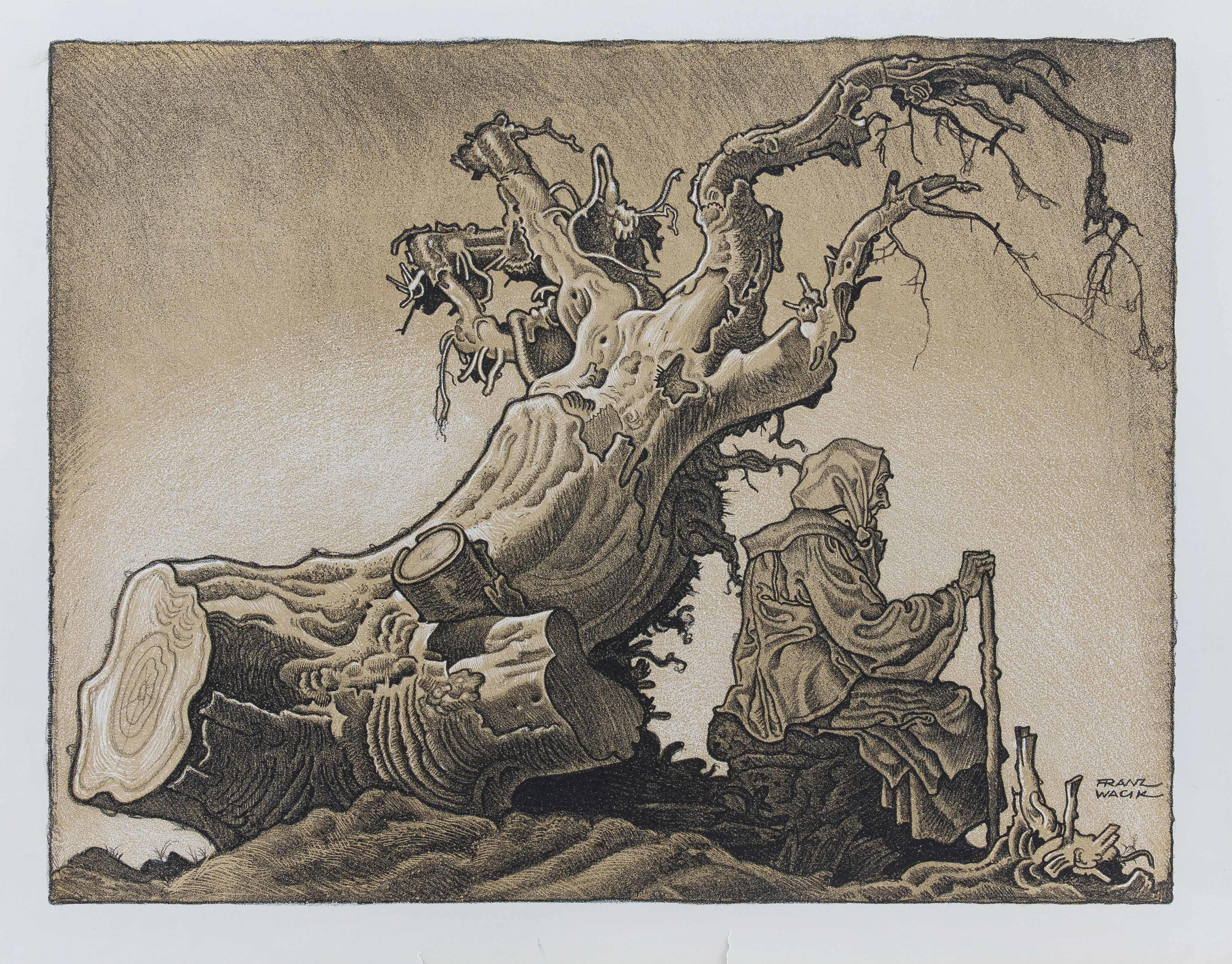
Le grand âge, par Franz Wacik (1883-1938).

En 1978, Graux ajoute que ce syndrome est d'une sévérité brutale et rapidement évolutif. En 1985, Delomier parle d'une  

« Affection spécifique du grand âge, le syndrome de glissement est une décompensation aiguë (infectieuse, traumatique, vasculaire, chirurgicale, choc physique, etc.). C’est une maladie qui suit la maladie initiale quand celle-ci paraît guérie ou en voie de guérison, elle évolue pour son propre compte en quelques jours ou semaines, un mois maximum, et conduit facilement à la mort, à travers les troubles biologiques et neuropsychiques sévères si un traitement approprié s’attaquant aux diverses composantes du syndrome n’est pas mis en route suffisamment tôt, et souvent malgré ce traitement,. »

Dans la CIM 10, il est utilisé comme précision pour « sénilités », mais il ne fait pas partie des nosographies internationales en psychiatrie et en gériatrie. 

## Description clinique
Le syndrome de glissement se caractérise par une grande déstabilisation physique et psychique, d'évolution gravissime.

### Début

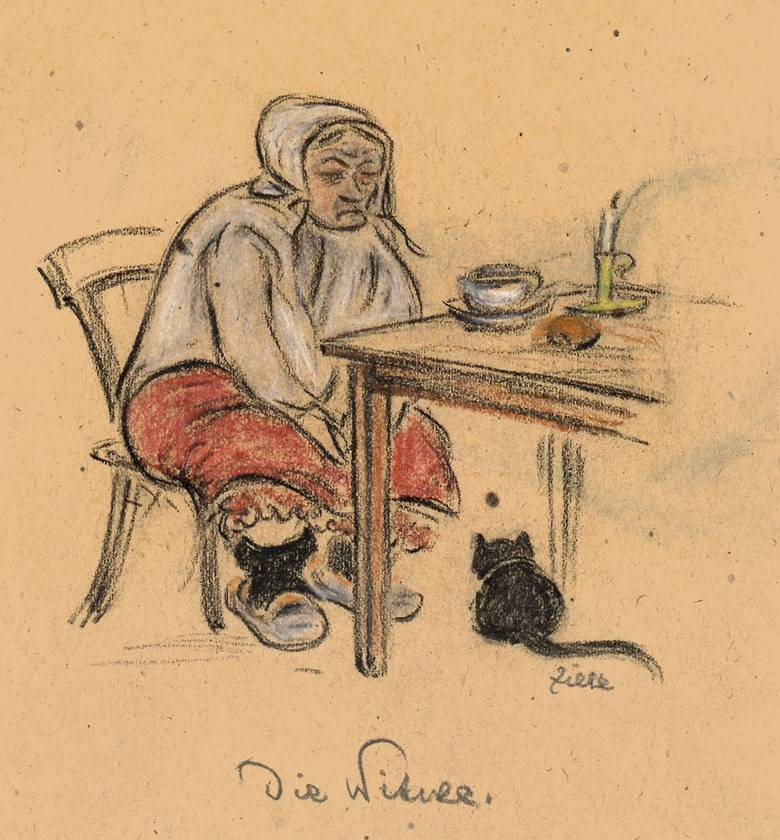
La veuve, par Heinrich Zille.

Dans les suites d'un facteur déclenchant déstabilisant, il touche les personnes âgées de plus de 80 ans,  avec une moyenne de 78,5 ans pour les hommes et 85,4 ans pour les femmes, déjà fragiles et atteintes de pathologies multiples. Cet évènement déclenchant peut être physique (maladie aiguë, chirurgie, chute, fracture, etc.) ou psychique (perte, deuil, hospitalisation, placement…).
Le syndrome de glissement survient après un intervalle libre de quelques jours à un mois du facteur déclenchant. Le délai d'apparition est plus long chez les personnes obsessionnelles (assez long certaines fois pour que l'événement brutal passe inaperçu) et plus court chez les personnes impulsives. Il est prolongé chez les personnes doutant constamment des décisions qu'elles prennent. Le syndrome de glissement s'installe quand leur vie devient une survie.

### État
Le syndrome de glissement associe des troubles physiques (perte de l'appétit et de la sensation de soif, la dénutrition et la déshydratation, les troubles sphinctériens digestifs et urinaires) et des signes psychiques (repli et mutisme, réduction de l'activité locomotrice et  clinophilie, refus alimentaire et des soins...),. D'après les aidants, la personne « semble refuser de vivre ». 
Le sujet se désintéresse de son état physique précaire. Il vit replié dans un rejet complet de la réalité, sa pensée s'efface plus moins complètement, il ne vit que par ses expériences sensorielles, où son corps n'est plus pensé comme fragile. Cette situation s'accompagne d'un refus de communication, d'agressivité et de négativisme (refus de soin ou de toute forme de sollicitude). En gériatrie, la personne âgée présente souvent le même discours : « couchez-moi » ; « laissez-moi tranquille » ou bien « laissez-moi dans mon coin ».  

### Évolution
Ce syndrome évolue rapidement de façon gravissime avec des complications telles que l'état grabataire, la déshydratation (surtout l'été), les infections urinaires et pulmonaires, etc. S'il n'est pas détecté à temps, il aboutit à la mort de la personne âgée dans 80 à 90 % des cas malgré la prise en charge médicale,. 
Ce processus n'est pas irréversible, la guérison est possible, mais la rechute fréquente. Lorsqu'une amélioration est présente, elle se manifeste par une reprise de l'alimentation, de la boisson, et des fonctions sphinctériennes, de bon pronostic. Par la suite, la personne âgée semble sortir de son apathie et demande à nouveau à se lever. Les relations s'améliorent et s'enrichissent.

## Diagnostic positif
Pour les utilisateurs de la notion de syndrome de glissement, le diagnostic est évoqué sur trois aspects : 
- le facteur déclenchant ;
- l'intervalle libre ou période de latence ;
- la triade symptomatique : anorexie-adipsie, troubles sphinctériens, état confuso-dépressif.

En gériatrie, on peut utiliser l'échelle d'évaluation des personnes âgées déconcertantes (EPADE) pour aider à repérer le syndrome de glissement. Elle est utilisée pour évaluer la capacité des personnes âgées à épuiser les professionnels.

## Controverses
Le syndrome de glissement est un concept gériatrique français controversé, sans cause médicale, et non validé selon les standards de la médecine fondée sur les preuves.
Il n'est pas utilisé, et sans traduction littérale, dans le monde anglo-saxon. En France, des auteurs y trouvent une pertinence clinique « dont la réalité clinique est évidente pour tous les cliniciens proches des sujets âgés ». D'autres estiment qu'il est mal défini, d'utilisation inutile, et à risque de contre-attitudes de la part du personnel soignant.

### Aspects théoriques
Plusieurs théories ou hypothèses psychologiques sont proposées pour expliquer le syndrome : forme de dépression, équivalent suicidaire, état traumatique.

#### Dépression

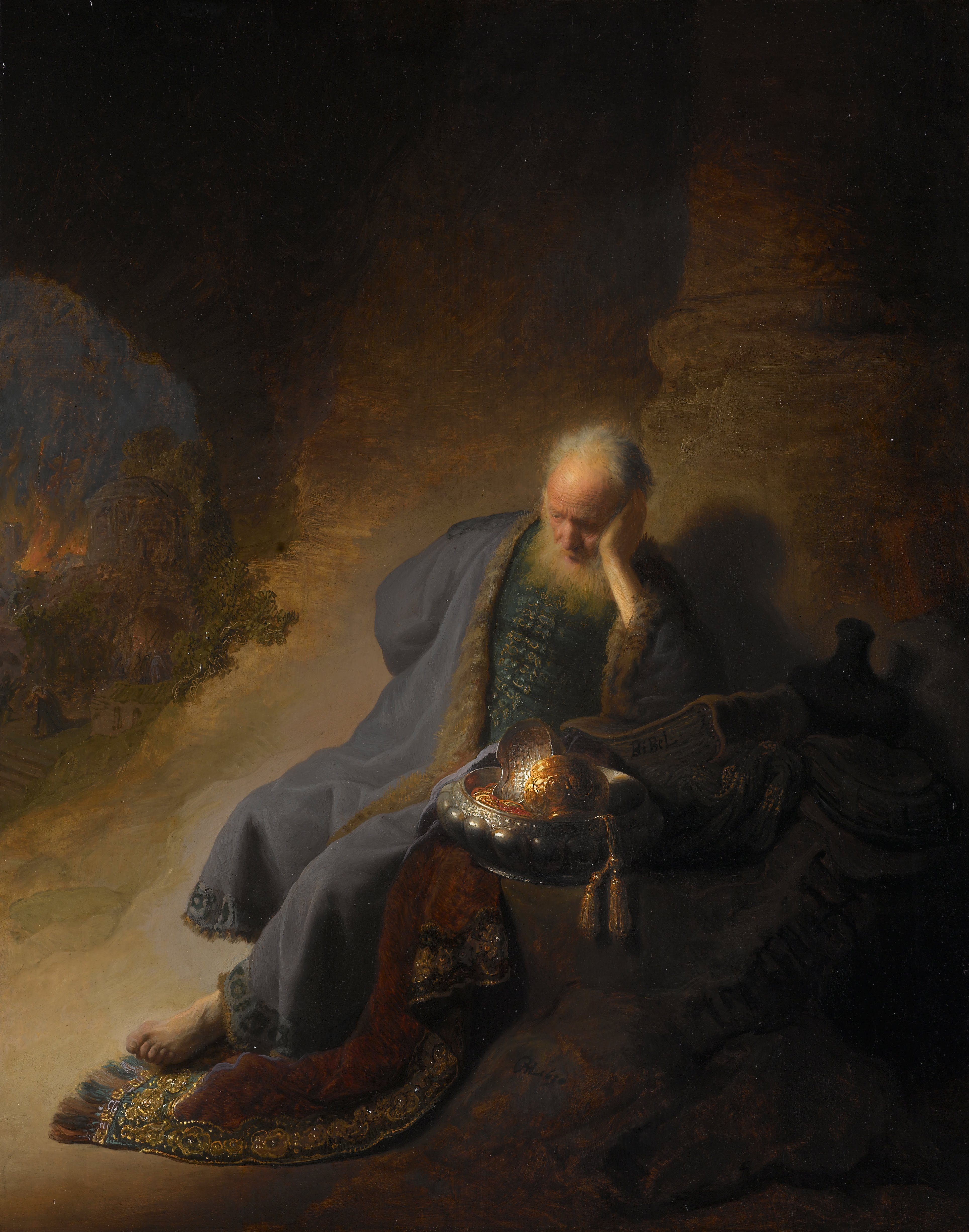
Jérémie pleurant la destruction de Jérusalem (1630), par Rembrandt.

Le syndrome de glissement partage des symptômes communs avec la dépression, mais il s'en distingue par l'absence des idées d'indignité, d'auto-accusation et de recherche active suicidaire. Les uns considèrent qu'il pourrait être une forme de dépression (accès mélancolique d'évolution fulgurante), d'autres soulignent que la dépression du sujet âgé est souvent atypique.
Des auteurs rapprochent ce syndrome avec la dépression du bébé ou dépression anaclitique, ou le comparent avec le concept anglais beaucoup plus large « failure to thrive » (littéralement « échec à survivre, s'épanouir ou se développer », ou retard de croissance staturo-pondérale en français). Le syndrome de glissement surviendrait chez les sujets marqués par une carence précoce des premiers mois de vie (mère morte, absente ou déprimée) réactivée en fin de vie par un évènement déclenchant.
Les correspondances entre syndrome de glissement et syndromes dépressifs font l'objet de nombreuses controverses. Une position moyenne est celle-ci : « si les deux entités cliniques ne sont pas superposables, elles se croisent clairement sur les plans symptomatique et étiopathogénique ».

#### Équivalent suicidaire
Le syndrome de glissement serait un renoncement prématuré à vivre. Le vieillissement normal implique des remaniements psychologiques allant du « travail de vieillir » au « travail de trépas », travaux rendus impossibles chez le sujet en glissement par « désorganisation pulsionnelle ».
Les forces de vie étant épuisées, l'agressivité se retourne contre soi-même. Le syndrome de glissement est alors considéré comme une « forme passive de suicide du sujet âgé qui représente la voie la plus extrême de la dépression, sans agir violent »,.

#### État traumatique

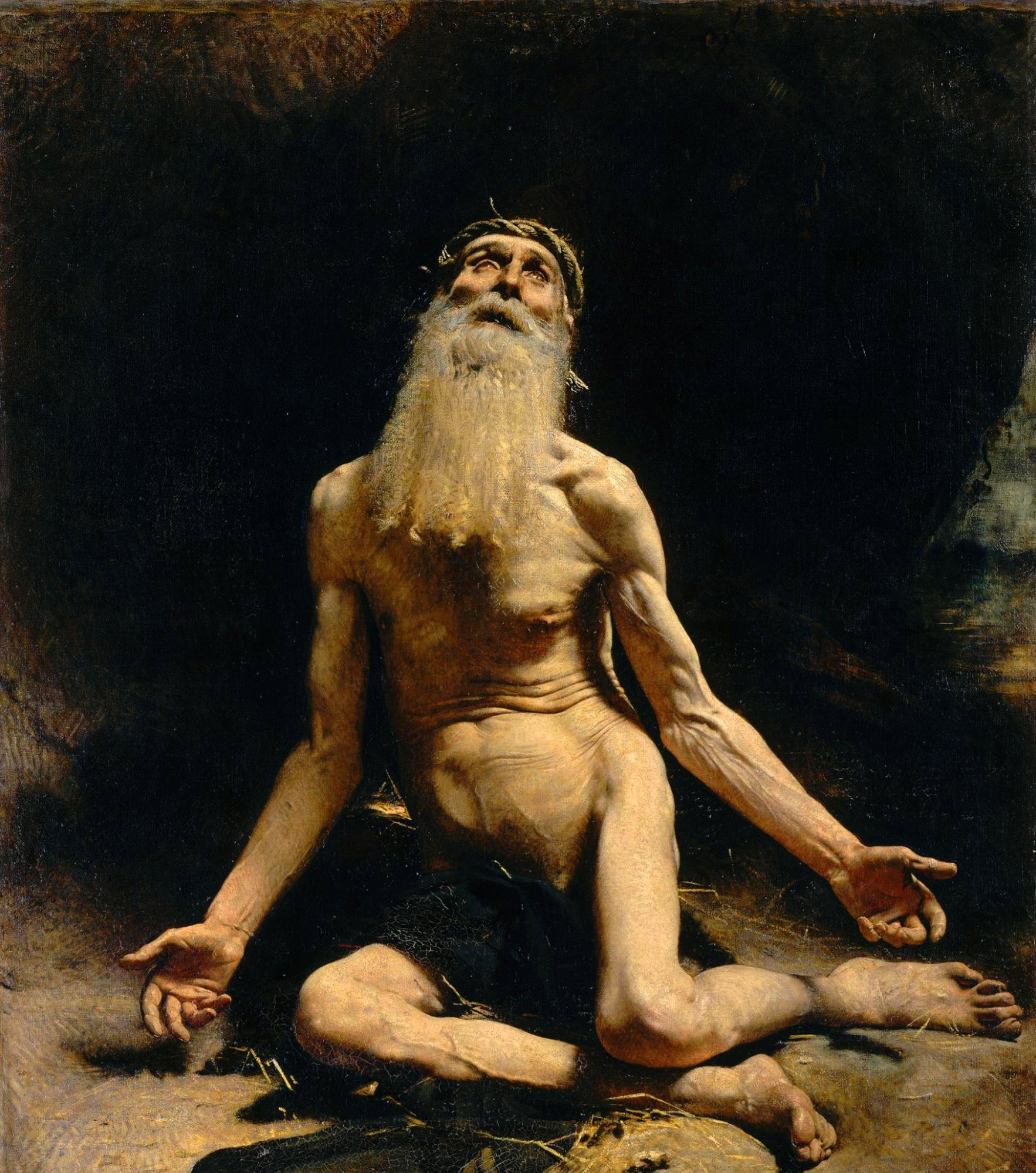
Job, par Léon Bonnat.

Le syndrome serait un processus traumatique plus qu'un processus de deuil. Il se rapproche alors d'un trouble de stress post-traumatique, mais sans symptômes typiques comme les reviviscences. Dans le syndrome de glissement, le traumatisme serait causé par un excès d'excitation ou un défaut d'étayage,.
Des auteurs sur le net,, interprètent une publication de 2018, en faisant un rapprochement avec le « give up itis » (littéralement « abandonnite » : état d'apathie extrême, sans volonté de vivre) des personnes ayant subi un traumatisme. Il a été observé chez des prisonniers lors de la guerre de Corée, chez des survivants de naufrages et d'avion, des esclaves, lors de la Seconde guerre mondiale, dans les camps de concentration nazis.
D'autres auteurs apparentent le syndrome de glissement avec le concept anglais plus large de « self-injurious behavior » (comportement de dommages infligés à soi-même sans intention suicidaire apparente, comme par exemple le refus de s'alimenter). Dans ce cas, il existe suffisamment d'études qui montrent que ce comportement se situe dans le cadre d'un processus neuro-dégénératif ou apparenté, et plus rarement psychogène.

### Diagnostic différentiel
« Devant un tableau compatible avec le diagnostic de syndrome de glissement, la première chose à faire est certainement la remise en question de ce diagnostic ».
Lorsqu'il y a une suspicion de syndrome de glissement, il faut d'abord éliminer une pathologie organique sous-jacente.  En général, les pathologies somatiques peuvent être neurologiques (accident vasculaire cérébral, hématome sous-dural…), endocriniennes (hypothyroïdie), tumorales, infectieuses (tuberculose…), inflammatoires. Les autres causes peuvent être iatrogènes, les états dépressifs et démentiels. 
Les principaux diagnostics à rechercher sont :
- un épisode dépressif plus ou moins sévère et plus ou moins atypique, propre aux personnes âgées. Quel que soit l’antidépresseur prescrit, 30 % des patients ne répondent pas à un traitement convenable et ont besoin d’une autre molécule[10], par exemple pour accès mélancolique, trouble bipolaire, maladie dégénérative ;
- un processus délirant, avec hallucinations cénesthésiques, dans le cadre d'un trouble psychiatrique ou d'une maladie neuro-dégénérative comme la démence à corps de Lewy ;
- devant une apathie avec démotivation du sujet âgé, il faut rechercher une maladie d'Alzheimer, une dégénérescence lobaire fronto-temporale, et autres maladies apparentées.

### Critiques

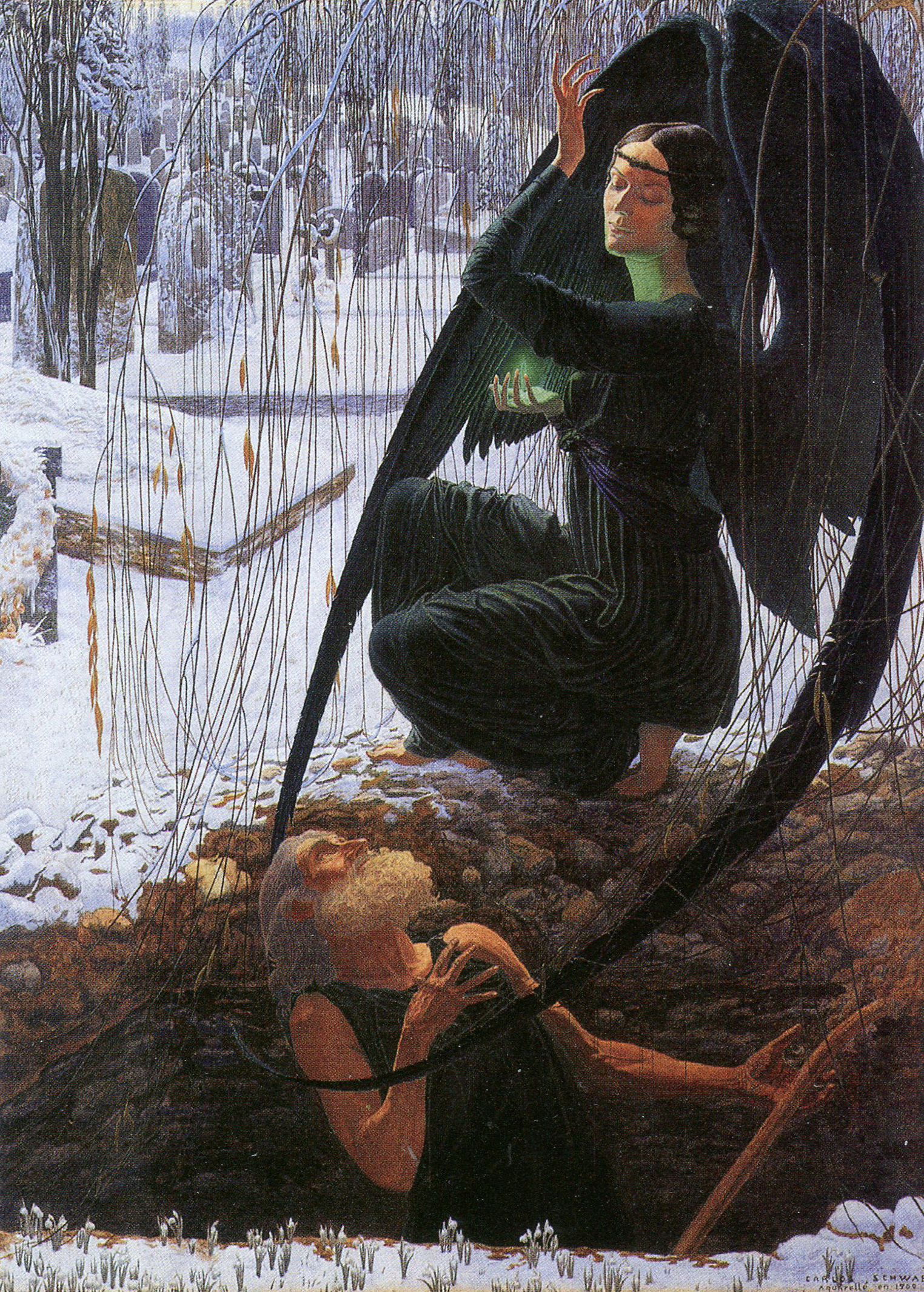
La mort du fossoyeur, par Carlos Schwabe.

La notion de « syndrome de glissement » est aussi critiquée pour ses conséquences en pratique clinique. L'expression en elle-même suggère un processus naturel du grand âge, inexorable, qu'il faudrait respecter en tant que choix du patient. Elle est souvent banalisée et galvaudée pour décrire une situation apparemment terminale, en prenant la valeur d'une explication causale,, par exemple la « mort psychogène » ou la « mort par désespoir »,.
En pratique, c'est un constat de situation et non un diagnostic médical précis. La prise en charge est difficile, perturbant l'entourage familial et l'équipe soignante, avec des réactions de contre-attitude : fuite, évitement, fatalisme ou accompagnement minimal d'une part, ou au contraire surinvestissement et dramatisation avec recherche impulsive de solution immédiates énergiques.
Le risque le plus important serait de passer à côté d'une cause soignable, voire curable, en fermant la porte à d'autres pistes diagnostiques. Si aucune cause évidente n'est retrouvée malgré des évaluations multidisciplinaires, la situation ne relève pas seulement de la médecine. 
Dès lors, d'un point de vue médical, la notion de « syndrome de glissement » ne serait pas utile, il faudrait recourir à d'autres notions cliniques, moins ambiguës et mieux validées. Selon Desmidt, « Ne pas utiliser la notion de syndrome de glissement n'empêche aucunement la possibilité de s'interroger sur le désir de mourir du sujet très âgé, questionnement ouvert qui dépasse certainement le champ unique de la médecine ».

## Prise en charge
L’efficacité du traitement repose sur une coordination pluridisciplinaire et dépend de la cohésion des actions médicales et paramédicales. Elles s'organisent à plusieurs niveaux : le traitement individuel du patient, le soutien à l'entourage familial et à l'équipe soignante (médicaux et paramédicaux), et enfin à l'articulation entre tous les intervenants.

### Patient
Au début, la thérapie institutionnelle est importante. Elle consiste en l'instauration de relations humaines entre les soignants et les personnes âgées à risque, en évitant autant que possible d'infantiliser la personne. La prise en charge psychologique doit se baser notamment sur la valorisation narcissique. Les personnes soignantes doivent privilégier l'écoute des personnes âgées, en particulier leurs plaintes sur leur état de santé. Cette écoute permet d'adapter les soins à donner et augmente les chances de guérison.

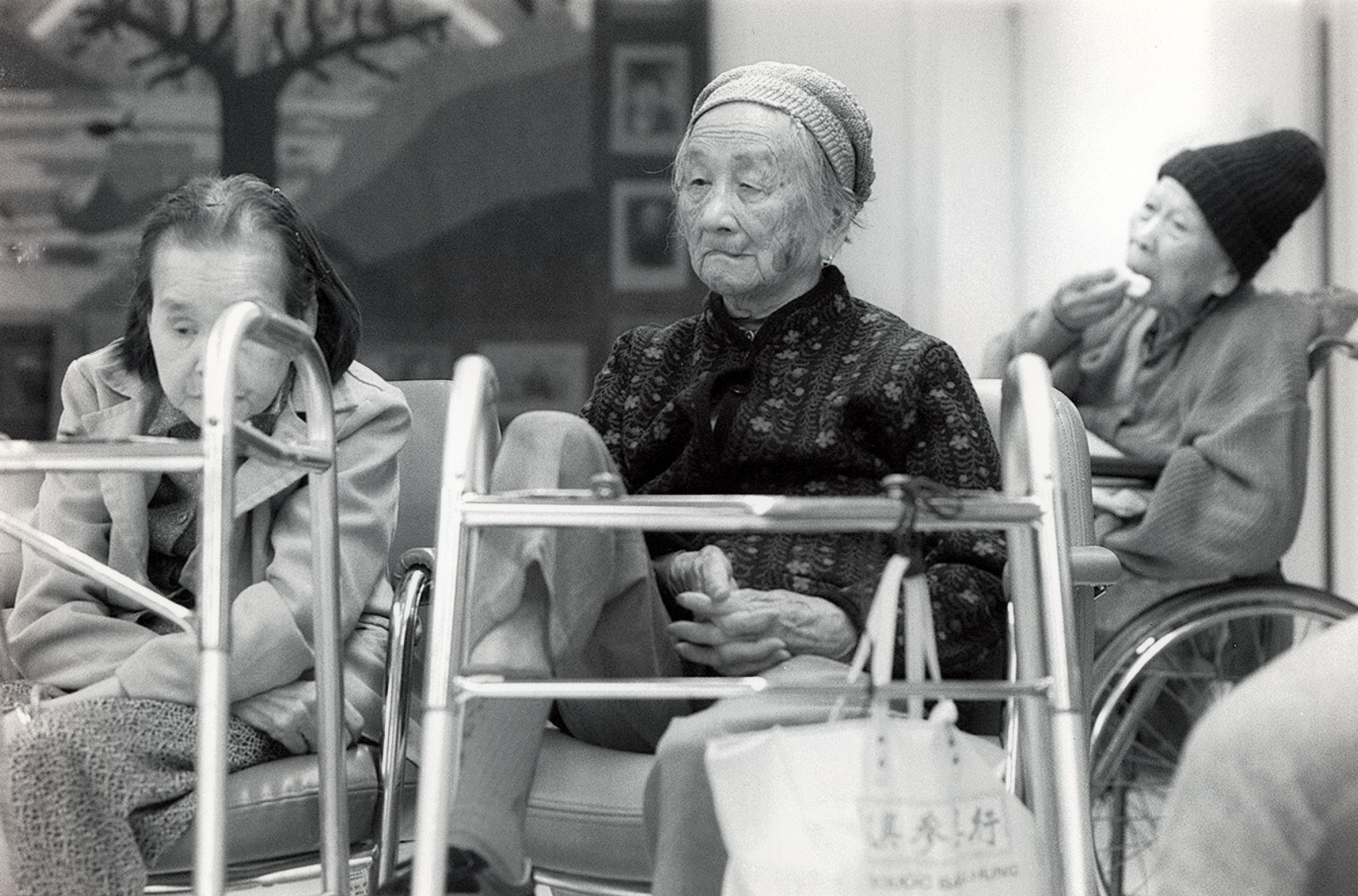
Services de soins pour personnes âgées, San Francisco, années 1970.

En cas de détérioration, les soins et prescriptions sont rendus difficiles par le refus ou l'opposition du patient. Le traitement est alors adapté aux diverses composantes du syndrome. Un traitement pharmaceutique est souvent la première action à être mise en place : des médicaments psychotropes sont  prescrits : neuroleptiques, antidépresseurs, psychostimulants. Pour certains cas plus résistants au traitement, les patients ont besoin d'une sismothérapie. Le traitement anti-infectieux relève des antibiotiques les moins toxiques possible.
Le nursing doit être rigoureux et attentif et s’associer à un certain degré de maternage et de dynamisme qui sont primordiales. Les rôles des infirmiers  sont délicats. Ils consistent en des soins d’hygiène, des changements de position, la mise en place d’une voie veineuse, d’une sonde urinaire, d’une sonde rectale, l’aspiration des sécrétions bronchique .
Le risque du syndrome de glissement étant la mort par déshydratation, la réhydratation est importante. Il faut ici avoir recours à l'intraveineuse. Les apports alimentaires hydriques doivent être surveillés au moyen d’une fiche quotidienne.
En cas d'évolution favorable, un régime diététique et une physiothérapie sont utiles.

### Soignants et entourage familial
L'apparente indifférence du patient « glissant » est traumatisante pour les soignants : « Elle peut sidérer la psyché ou coincer l'intervenant dans une culpabilité impossible à mettre en mots […] C'est un appel terrifiant où certains se sentent dévorés ». Les soignants oscillent entre des sentiments de toute-puissance (activisme thérapeutique, surprotection du patient…) et des sentiments d'insuffisance et de résignation (découragement, rejet, culpabilisation...). 
Les réunions de parole au sein de l'équipe soignante, y compris en présence de la famille ou du patient, permettent de verbaliser les affects, les mises en cause et incertitudes de chacun, pour garantir la cohésion des soins. Il peut s'agir tout autant de modérer les énergies que de les mobiliser, selon le moment et le contexte. Dans la dyade soignants-soigné, l'institution, en tant que lieu de paroles, peut jouer le rôle de tiers symbolique, (autorité ou référence neutre de la relation duelle).
Le rôle de l'entourage familial est primordial sur le plan affectif. Là aussi, les réactions vont de la résignation ou de l'abandon, jusqu'à des réactions agressives (exigence d'actions et de résultats). Il est déconseillé d'attribuer la prise des décisions à un membre de la famille, avec un risque de culpabilisation si l'évolution est défavorable.
Dans les cas difficiles, l'entourage familial est confronté à l'impossibilité de guérir par l'équipe soignante. La prise en charge de l'entourage doit respecter les affects douloureux ou culpabilisés. Il convient alors de replacer la situation dans son contexte sans dramatiser, ni banaliser.
Certaines familles ont besoin d'une thérapie familiale (souffrance du conjoint et des enfants, évaluation des conflits familiaux, etc.).